# NGC 4878
NGC 4878 este o galaxie lenticulară situată în constelația Fecioara. A fost descoperită în 23 martie 1789 de către William Herschel. Se află la o distanță de 60,26 de megaparseci de Pământ.